# Serpong (plaats)
Serpong is een bestuurslaag in het regentschap Tangerang Selatan van de provincie Banten, Indonesië. Serpong telt 18.645 inwoners (volkstelling 2010).